# Dimps
Dimps Corporation  (jap. 株式会社ディンプス Kabushiki-gaisha Dinpusu) ist ein japanischer Videospielentwickler mit Sitz in Osaka, Japan, und einem weiteren Büro in Tokio. Das Unternehmen ist vor allem für die Entwicklung von Spielen der Serien Sonic the Hedgehog, Dragon Ball und Street Fighter bekannt. Das Unternehmen wurde am 6. März 2000 von mehreren ehemaligen SNK und Capcom-Mitarbeitern gegründet, darunter Street-Fighter-, Fatal-Fury-, Art-of-Fighting- und The-King-of-Fighters-Entwickler Takashi Nishiyama und Hiroshi Matsumoto.

## Videospiele
| Jahr | Titel                                             | Plattform(en)                      |
| ---- | ------------------------------------------------- | ---------------------------------- |
| 2001 | Sonic Advance                                     | Game Boy Advance                   |
| 2001 | Digimon Battle Spirit                             | Game Boy Advance, WonderSwan Color |
| 2002 | Shaman King: Spirit of Shamans                    | PlayStation                        |
| 2002 | Sonic Advance 2                                   | Game Boy Advance                   |
| 2002 | Digimon Battle Spirit 2                           | Game Boy Advance, WonderSwan Color |
| 2002 | Inuyasha: A Feudal Fairy Tale                     | PlayStation                        |
| 2002 | Dragon Ball Z: Budokai                            | Nintendo GameCube, PlayStation 2   |
| 2003 | Naruto: Shinobi no Sato no Jintori Kassen         | PlayStation                        |
| 2003 | Premier Eleven                                    | Arcade                             |
| 2003 | The Rumble Fish                                   | Arcade, PlayStation 2              |
| 2003 | Demolish Fist                                     | Arcade                             |
| 2003 | Dragon Ball Z: Budokai 2                          | Nintendo GameCube, PlayStation 2   |
| 2004 | Gunslinger Girl Volume.I - III                    | PlayStation 2                      |
| 2004 | Seven Samurai 20XX                                | PlayStation 2                      |
| 2004 | Shaman King: Funbari Spirits                      | PlayStation 2                      |
| 2004 | Kidou Senshi Gundam Seed: Tomo to Kimi to Koko de | Game Boy Advance                   |
| 2004 | Dragon Ball Advanced Adventure                    | Game Boy Advance                   |
| 2004 | Kirby & The Amazing Mirror                        | Game Boy Advance                   |
| 2004 | Sonic Advance 3                                   | Game Boy Advance                   |
| 2004 | Dragon Ball Z: Budokai 3                          | PlayStation 2                      |
| 2005 | One Piece                                         | Game Boy Advance                   |